# Суворова, Людмила Николаевна
Людми́ла Никола́евна Суво́рова — советская и российская поэтесса, педагог; член Союза писателей России (1990). Лауреат Всероссийской премии имени Н. А. Заболоцкого.

## Биография
Родилась в Кирове 30 января 1947 года. С 1953 по 1965 гг. жила на Волге (Нижний Новгород, Самара, Сызрань). Окончила Кировское Училище искусств и полтора курса Литературного института им. Горького (семинар В. Гусева). Работала в Кирове преподавателем по классу фортепиано в детской музыкальной школе № 1.
Стихи публиковались в коллективных сборниках кировских писателей «Встречи», журналах, газетах.
Вышли сборники стихов: «Мелодия виолончели» (1981), «Весы» (1988), «Стеклянный шар» (2000), «Похвала пустыне» (2010), «Житейское море» (2023) и в проекте библиотеки для слепых "Живой голос" — аудиокнига «Среда обитания» (2012).

### Сборники, альманахи
- Встречи: Произведения кировских писателей. — Сост. В. В. Заболотский. — [Л. Суворова: C.196-198: «А давай устроим праздник…». «Незаметно будет никому…», «О древний Хлынов, на меня нахлынь!», «Как круто замешанный глины кусок…». (Стихи)] — Киров: Волго-Вятское кн. изд-во, Кировское отд., 1978. — 247 с.; 15 000 экз.
- Встречи: Произведения кировских писателей. — Сост. В. В. Заболотский. — [Л. Суворова: С.132-133: «Вот предзимье на сердце ложится…»; «Я — дерево, в котором птица…»; «Яблоко, море вобравшее света…» (Стихи). — Горький: Волго-Вятское кн. изд-во, 1986; — 191 с.; 10 000 экз.
- Радуга над Вяткой: [Сборник: О Кировской обл.] — Сост. Г. Бузмаков. — М.: Современник,  1986. — 487 с. — [Л. Суворова: «О древний Хлынов, на меня нахлынь!» (Стихи): С. 448.]
- Встречи: Произведения молодых кировских авторов. — Киров: Волго-Вят. кн. изд-во, 1990. — [Л. Суворова: С.151-152: «Родина, общий корабль…»; «Поэт любит не предмет…»; «О время, вспоротое вспять!..» [Стихи].
- Вятская поэзия XX века. — Киров, 2005. — Людмила Николаевна Суворова: Стихи. // С.194-199.
- О, древний город, давший мне приют: Сборник стихов вятских поэтов к 650-летнему юбилею города Кирова. — Киров: Кировская обл. типогр., 2024. — 176 с.; Людмила Суворова: [Стихи] С. 99-104. — 500 экз. — ISBN 978-5-498-01070-0

## Премии и награды
- Лауреат областной премии им. Л. В. Дьяконова (2001)
- Лауреат Всероссийской премии им. Н. А. Заболоцкого (2012)[2]
- Дипломант Всероссийской литературной премии имени Валерия Прокошина в номинации «За собственный голос в поэзии» (2014)[3][4].

## Семья
Муж — художник Александр Петрович Мочалов. 
Дети: поэтесса и художница Александра Мочалова. Внуки.

В её вятской родне — художник Николай Хохряков и большевик Вячеслав Молотов, а дядя был репрессирован (его жена Ася — дочь председателя Петроградской ЧК Ивана Бакаева, расстрелянного в 1936-м по делу "троцкистско-зиновьевского центра"). Учившаяся в первом наборе музучилища мама Милы — тоже Людмила — позировала в 20-х годах художнику Михаилу Демидову в его доме у сада "Аполло"…— Вятский культурный журнал «Бинокль»